# Memphis Hustle 2017-2018
La stagione 2017-18 dei Memphis Hustle fu la 1ª nella NBA D-League per la franchigia.
I Memphis Hustle arrivarono quarti nella Midwest Division con un record di 21-29, non qualificandosi per i play-off.

## Roster
| N° | Naz.                   | Ruolo | Sportivo         | Anno | Alt. | Peso |
| -- | ---------------------- | ----- | ---------------- | ---- | ---- | ---- |
| 0  | Stati Uniti (bandiera) | A     | Trahson Burrell  | 1992 | 201  | 86   |
| 1  | Stati Uniti (bandiera) | G     | Jordon Crawford  | 1990 | 168  | 68   |
| 2  | Stati Uniti (bandiera) | G     | Kobi Simmons     | 1997 | 193  | 77   |
| 3  | Giamaica (bandiera)    | G     | Durand Scott     | 1990 | 196  | 92   |
| 4  | Stati Uniti (bandiera) | A     | Myke Henry       | 1992 | 198  | 108  |
| 5  | Stati Uniti (bandiera) | A     | Kuran Iverson    | 1995 | 206  | 98   |
| 5  | Stati Uniti (bandiera) | A     | Brice Johnson    | 1994 | 208  | 104  |
| 7  | Giamaica (bandiera)    | A     | Omari Johnson    | 1989 | 206  | 100  |
| 7  | Stati Uniti (bandiera) | G     | Wayne Selden     | 1994 | 193  | 105  |
| 8  | Stati Uniti (bandiera) | A     | Shaquille Thomas | 1992 | 201  | 82   |
| 9  | Stati Uniti (bandiera) | G     | Dusty Hannahs    | 1993 | 191  | 95   |
| 10 | Stati Uniti (bandiera) | A     | Ivan Rabb        | 1997 | 208  | 100  |
| 13 | Stati Uniti (bandiera) | G     | Mark Tyndale     | 1986 | 196  | 95   |
| 20 | Stati Uniti (bandiera) | G     | Jeremy Morgan    | 1995 | 196  | 87   |
| 21 | Stati Uniti (bandiera) | A     | Deyonta Davis    | 1996 | 206  | 108  |
| 25 | Stati Uniti (bandiera) | G     | Marquis Teague   | 1993 | 188  | 82   |
| 32 | Stati Uniti (bandiera) | A     | Vince Hunter     | 1994 | 203  | 94   |
| 33 | Stati Uniti (bandiera) | A     | Austin Nichols   | 1994 | 206  | 105  |
| 35 | Stati Uniti (bandiera) | C     | Chance Comanche  | 1996 | 208  | 95   |
|    | Stati Uniti (bandiera) | G     | J.J. Frazier     | 1995 | 178  | 70   |
|    | Stati Uniti (bandiera) | A     | Jarell Martin    | 1994 | 206  | 108  |
|    | Stati Uniti (bandiera) | G     | Ben McLemore     | 1993 | 196  | 88   |
|    | Stati Uniti (bandiera) | G     | Jerome Seagears  | 1992 | 185  | 82   |

## Staff tecnico
- Allenatore: Glynn Cyprien